# 牧川村
牧川村（まきがわむら）は、愛知県中島郡にかつてあった村。
現在の稲沢市祖父江町の中央部から南部に該当する。

## 歴史
- 1889年（明治22年）10月1日 - 上牧村、中牧村、両寺内村、島本村、野田村が合併し発足。
- 1906年（明治39年）5月10日 - 祖父江町、丸甲村、領内村、山崎村と合併し、改めて祖父江町が発足。同日牧川村廃止。

## 教育
- 牧川尋常小学校（現・稲沢市立牧川小学校）